# ريتشارد بليز
ريتشارد بليز (بالإنجليزية: Richard Blaze)‏ هو لاعب اتحاد الرغبي بريطاني، ولد في 19 أبريل 1985 في برمنغهام في المملكة المتحدة.

## وصلات خارجية
- ريتشارد بليز على موقع دوري الرغبي الممتاز (الإنجليزية)
- ريتشارد بليز عل موقع إسبنسكروم (الإنجليزية)
- ريتشارد بليز على موقع ItsRugby.co.uk (الإنجليزية)